# Usami Sadamitsu
Usami Sadamitsu (宇佐美 定満 (Vũ Tá Mĩ Định Mãn) Usami Sadamitsu, 1489-11 tháng 8, 1564) là một samurai trong thời kỳ Sengoku ở Nhật Bản. Ông đã phục vụ cho Uesugi Kenshin trong cuộc chiến giành quyền lực ở vùng đất Echigo. Năm 1564, ông và Nagao Masakage chiến đấu với nhau và cùng chết đuối tại ao Nojiri.